# Puigpunyent
Puigpunyent este o arie protejată (arie specială de conservare — SAC, sit de importanță comunitară — SCI) din Spania întinsă pe o suprafață de 566,46 ha, integral pe uscat.

## Localizare
Centrul sitului Puigpunyent este situat la coordonatele 39°37′13″N 2°33′15″E / 39.6203°N 2.5543°E.

## Înființare
Situl Puigpunyent a fost declarat sit de importanță comunitară în aprilie 2004 pentru a proteja 16 specii de animale. Situl a fost protejat și ca arie specială de conservare în mai 2015.

## Biodiversitate
Situată în ecoregiunea mediteraneană, aria protejată conține 4 habitate naturale: Păduri de Olea și Ceratonia, Tufărișuri termo-mediteraneene și de pre-deșert, Păduri termofile cu Fraxinus angustifolia, Păduri de Quercus ilex și Quercus rotundifolia.
La baza desemnării sitului se află mai multe specii protejate:
- păsări (12): pasărea ogorului (Burhinus oedicnemus), caprimulg (Caprimulgus europaeus), erete de stuf (Circus aeruginosus), Falco eleonorae, șoim călător (Falco peregrinus), Galerida theklae, acvilă pitică (Hieraaetus pennatus), gaia neagră (Milvus migrans), gaia roșie (Milvus milvus), viespar (Pernis apivorus), turturică (Streptopelia turtur), Sylvia sarda
- mamifere (2): liliac cu aripi lungi (Miniopterus schreibersii), liliacul mare cu potcoavă (Rhinolophus ferrumequinum)
- nevertebrate (1): croitorul mare al stejarului (Cerambyx cerdo)
- reptile (1): Testudo graeca

Pe lângă speciile protejate, pe teritoriul sitului au mai fost identificate 11 specii de plante.